# 羅基特涅 (布斯克區)
49°59′52″N 24°36′7″E / 49.99778°N 24.60194°E
羅基特涅（烏克蘭語：Рокитне），是烏克蘭西部的村莊，隸屬利維夫州的佐洛奇夫區。該村面積0.32平方公里，2001年該村落人口59，人口密度每平方公里183.23人。